# Cuanza Norte
Cuanza Norte é uma das 21 províncias de Angola, localizada na região centro-norte do país. Sua capital está na cidade de Nadalatando, no município de Cazengo.
Segundo as projeções populacionais de 2018, elaboradas pelo Instituto Nacional de Estatística, conta com uma população de 495.810 habitantes e área territorial de 24 110 km², sendo a segunda província menos populosa de Angola, ficando a frente apenas do Bengo.
É constituída de 10 municípios, sendo os de Ambaca, Banga, Bolongongo, Cambambe, Cazengo, Golungo Alto, Gonguembo, Lucala, Quiculungo e Samba Caju.

## História

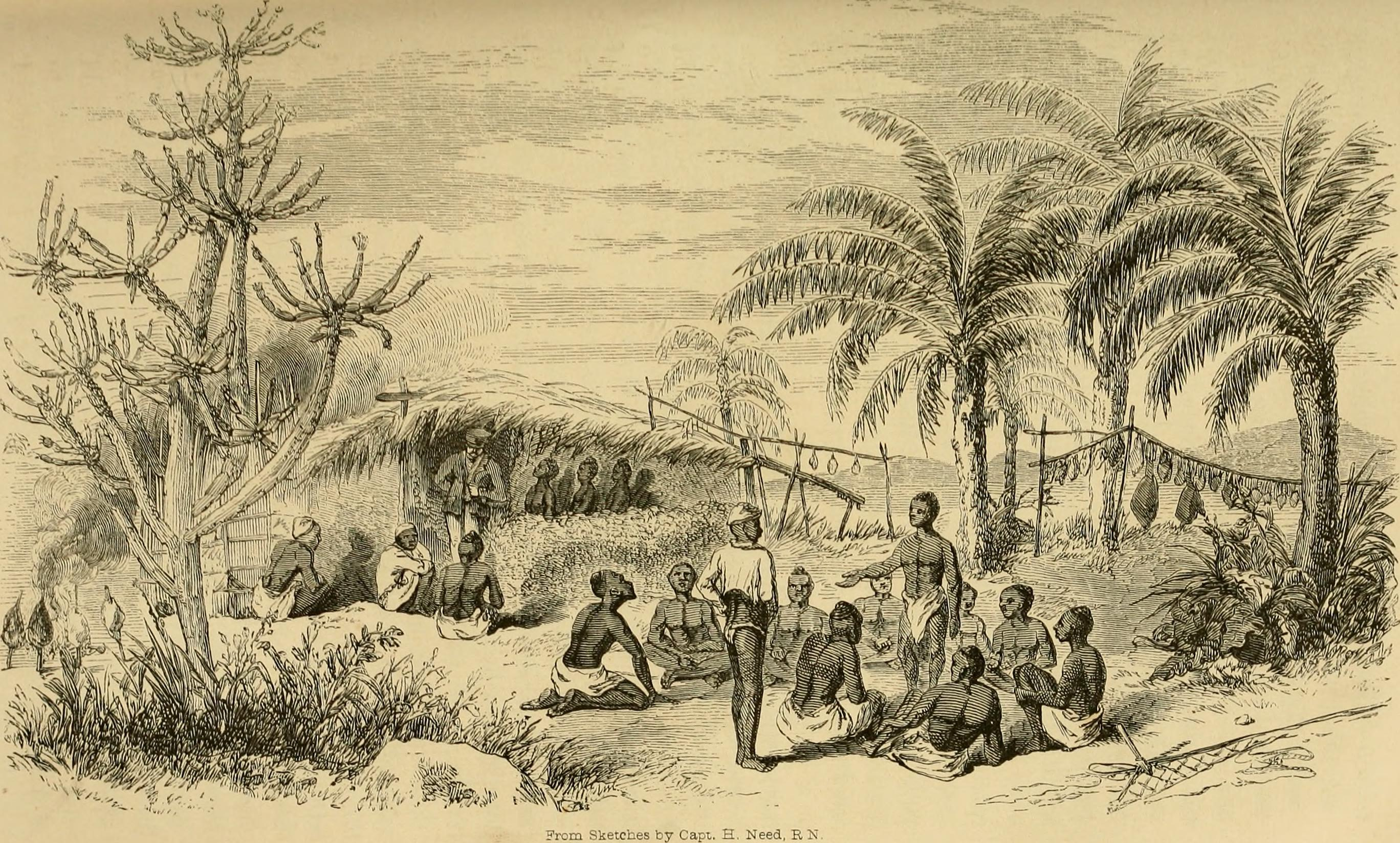
Caravana missionária de David Livingstone (seguindo em direção à Luanda) faz uma parada num vilarejo do então distrito de Ambaca, nas cercanias de 1870.

A história administrativa da província do Cuanza Norte inicia-se no século XVII, com a repartição do antigo Reino do Dongo, para criar o distrito de São Paulo (atual província de Luanda) e o distrito do Golungo Alto, este último com sede em Golungo Alto. Por vezes o distrito do Golungo Alto também era chamado de distrito de Ambaca.
Em 1810 o distrito do Golungo Alto foi desmembrado para que se criasse o distrito dos Dembos (atual província do Bengo) e; em 1857 foi extinto, sendo integrado ao distrito de Luanda. Em 1861 recria-se novamente, porém com o nome de distrito de Golungo, existindo somente até 1866.
Em 15 de agosto de 1914, o governador colonial Norton de Matos cria o distrito de Cuanza, com sede em Golungo Alto, como forma de compensar a cidade de Golungo Alto por não ligar-se com o Caminho de Ferro de Luanda; o efeito não foi o desejado e o Golungo cai em profundo ostracismo, ocorrendo a mudança da sede distrital para Nadalatando.
Em 15 de setembro de 1917 o governo colonial decide por dividir o distrito de Cuanza em distrito de Cuanza Norte e distrito de Cuanza Sul (atual província do Cuanza Sul).

## Geografia
Limita-se a norte pela província do Uíge, a oeste pela província do Bengo, a leste pela província de Malanje e a sul pela província do Cuanza Sul.
O Cuanza Norte é banhado principalmente pelos rios Cuanza, que é o maior rio totalmente angolano, e Lucala.

### Relevo
Com alturas variando de 500 a 1500 metros em relação ao nível do mar, são nas formações do Planalto do Uíge, do Planalto da Camabatela, nos Altos Zenza e na Serra da Banga que registram-se as maiores elevações da província.

### Clima
Segundo a classificação climática de Köppen-Geiger predomina o clima tropical de savana (Aw/As), com uma temperatura média de 24 até 28°C.

### Demografia
O grupo étnico majoritário da província é dos ambundos, sendo que a língua mais falada é o português, seguida pela língua quimbundo.

### Patrimônio natural
Uma das principais reservas naturais da província é Reserva Florestal do Golungo Alto, que tem uma área de 558 km², sendo o abrigo de várias espécies como a pacaça, hipopótamos, antílopes, corças, lebres, galinhas do mato e perdizes. Também se encontram elefantes, leões, onças, lobos, hienas, chacais e mabecos.
A maior faixa de preservação é a Reserva Florestal do Guelengue e Dongo, que tem uma área de 1.200 km² e está limitada pelos rios Chicusse, Chissanda, Cusso, Cussava e Cunene. O tipo de vegetação predominante é o miombo e a savana.
Já a Reserva Florestal de Caculama tem uma área de 800 km² e está limitada a norte e oeste pelo rio Zenza, a leste e a sul pelo rio Calucala.

## Economia
Essencialmente agrícola, o Cuanza Norte, como o resto do país, sofreu os efeitos das guerras, o que a tornou deficitária, no plano alimentar e industrial, reduzindo algumas de suas culturas ao nível de subsistência.
Desde 2002 estão a ser reabilitados os campos agrícolas de ananás, da mandioca e do café, que foram os tradicionais sustentáculos do Cuanza Norte, além da retomada da exploração de mármore rosa, manganésio, ferro, ouro, madeira e água mineral.

### Agropecuária e extrativismo
A agricultura é a mais importante actividade económica da província, sendo suas principais produções de lavoura temporária são as de milho, de ananás, de ginguba, de algodão, de ervilha, de feijão, de mandioca e de massambala.
Já nas lavouras permanentes destacam-se palmeira dendém, de café, banana, citrinos e mamão, além da fruticultura de abacates e goiabas.
Na produção pecuária, aviária e de pescado, caracteriza-se pela criação de bovinos, caprinos e suínos, para carne e leite, bem como galináceos para ovos e carne, além da pesca artesanal, importante actividade nas lagos da faixa sul da província, rentes aos rios Cuanza e Lucala.
A agricultura local é subdividida em 3 zonas: a primeira é denominada planáltica, formada pelos municípios de Ambaca, Samba Cajú e Lucala, na qual se faz a produção das culturas de cereais e café, sendo também apta para a pecuária; a segunda zona é montanhosa, nos municípios de Bolongongo, Quiculungo, Banga, Cazengo, Golungo Alto e Gonguembo, dedicando-se a cultura de café, palmar e fruteiras, são realizadas culturas de subsistência e; a terceira zona, localizada numa área de convergência entre os rios Cuanza e Lucala, no município de Cambambe, que dedica-se à fruticultura, palmar e hortícolas.

### Indústria e mineração
O parque industrial da província está localizado nos municípios de Cambambe (Dondo) e Cazengo (Nadalatando), e é forte sobretudo no sector têxtil, com o beneficiamento do sisal, e de bebidas. Na cidade do Dondo, no município de Cambambe, situa-se a fábrica da EKA, uma das cervejas mais apreciadas do país. Salienta-se a ainda o calçado, couro, tabaco e produtos alimentares.
Na agroindústria, sua produção está baseada na exploração e beneficiamento da madeira para produção de móveis e construção civil, havendo inúmeras  carpintarias, serrarias, movelarias e marcenarias. As outras atividades agroindustriais de relevo são do beneficiamento da carne e do leite bovino.
A província mantém atividades de mineração em escala artesanal e industrial, sendo as mais relevantes a do ouro, de diamantes, de ferro, manganês, mármores, níquel, zinco e cal. Ainda registra-se a extração de quartzo, manganês, cobre, areia e água mineral. A principal área de mineração cuanza-nortenha é o complexo mineiro de Cassala-Quitungo, nas redondezas da comuna de Danje-ia-Menha, donde se extrai ferro, manganês e ouro.
Também em Cambambe está localizada uma das plantas energéticas que dão substanciais recursos à província, sendo a Central Hidroelétrica de Cambambe. Na brevidade haverá também a Central Hidroelétrica de Caculo Cabaça.
Já a pequena manufatura artesanal explora sobretudo materiais como a madeira, a argila e o bordão. Especificamente em relação à manufatura do bordão, vinculada à cultura local, esta é uma fibra vegetal tradicional africana fabricada a partir das folhas das ráfias, empregada principalmente para confeccionar cestos, esteiras, roupas, sacos e tecidos diversos (para roupas e tecidos, é mais conhecido somente como ráfia ou pano lubongo). Em terras cuanza-nortenhas o bordão é feito das subespécies Raphia hookeri e da Raphia laurentii.

### Comércio e serviços
O setor de comércio está localizado principalmente na capital provincial Nadalatando, que concentra centros atacadistas e de varejo que suprem todos os municípios de Cuanza Norte.
Já no setor de serviços a atividade de maior relevo é o turismo, principalmente o ecológico. Isso se deve ao fato de que a província dispõe de muitos atrativos e patrimônios naturais, como as cascatas de Mazalala e a praia de Quiamafulo, junto ao rio Cuanza, bem como as quedas do rio Muembeje e as nascentes de Santa Isabel e Sobranceiro.

## Infraestrutura

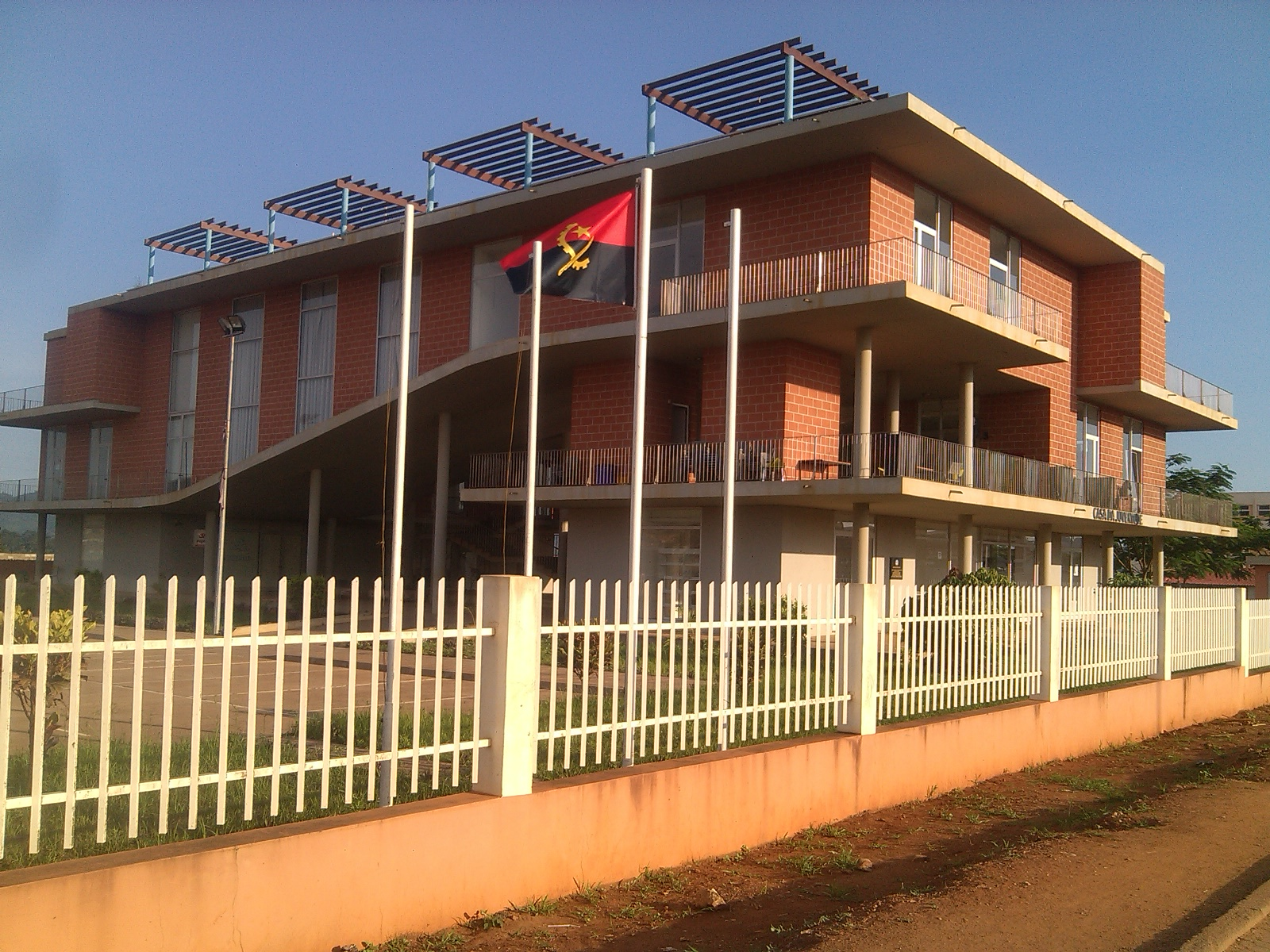
Casa da Juventude de Nadalatando, na província do Cuanza Norte, em 2016. O local serve como república estudantil aos jovens que estudam na capital provincial

### Transportes
A província é servida por várias estradas nacionais sendo que as principais no sentido oeste-leste, que dão acesso à província do Bengo (oeste) e a província de Malanje (leste), são as rodovias EN-230, EN-321 e EN-322, e; no sentido norte-sul, que dão acesso à província do Uíge (norte) e a província do Cuanza Sul, são as rodovias EN-120 e EN-320.
O Aeroporto Comandante Ngueto está a 7 km da cidade de Nadalatando e recebe aviões de pequeno e médio porte.
A província tem no Caminho de Ferro de Luanda um dos seus principais troncos logísticos para exportação dos bens produzidos. No porto de Luanda está seu ponto principal de escoamento.

## Cultura e lazer

### Manifestações culturais
Algumas das principais manifestações culturais da província está na gastronomia que seu prato mais popular no funge de bombó ou milho, com um acompanhamento mais exótico. Pode ser acompanhado de carne de caça estufada (kifula), de gafanhotos de palmeira cozidos ou tostados e a muteta.

### Locais de lazer
A província é conhecida principalmente pelas reservas florestais do Golungo Alto e do Caculama, na qual existem diversos tipos de vegetações locais e flores. As Quedas do rio Muebemje e as nascentes de Santa Isabel e Sobranceiro (que estão localizados a 2km de Nadalatando) são outros locais de lazer muito apreciados.